# Riskmatris
En riskmatris är en matris som används vid riskanalyser för att illustrera riskkällor och den sammanlagda risken för ett system. Detta är en estetisk mekanism för att öka synligheten för risker. Riskmatriser kan användas i bland annat arbetet med intern kontroll i en så kallad riskanalys.

## Definitioner
Risk är bristen på säkerhet om resultatet av att göra ett särskilt val. Statistiskt kan nivån på nedåtrisken beräknas som produkten av sannolikheten för att skada inträffar (t.ex. att en olycka inträffar) multiplicerat med allvarligheten av den skadan (dvs. den genomsnittliga mängden skada eller mer konservativt den maximala trovärdiga mängden skada). I praktiken är riskmatrisen ett användbart tillvägagångssätt där antingen sannolikheten eller skadans svårighetsgrad inte kan uppskattas med noggrannhet och precision.
Även om standardriskmatriser finns i vissa sammanhang (t.ex. ISO) kan enskilda projekt och organisationer behöva skapa egna eller skräddarsy en befintlig riskmatris. Till exempel kan skadans svårighetsgrad kategoriseras som:
- Katastrofal: död eller permanent total funktionshinder, betydande irreversibel miljöpåverkan, total förlust av utrustning
- Kritisk: skada som resulterar i sjukhusvistelse, permanent eller delvis funktionshinder, betydande reversibel miljöpåverkan, skada på utrustning
- Marginell: skada som resulterar i sjukskrivning, reversibel måttlig miljöpåverkan, mindre allvarliga skador
- Obetydlig: skada som inte resulterar i sjukskrivning, minimal miljöpåverkan, icke-allvarliga skador

Sannolikheten att skada skulle kunna ske kan kategoriseras som säker, trolig, möjlig, osannolik eller sällsynt. Dock måste det beaktas att mycket låga sannolikheter kanske inte är särskilt tillförlitliga.
En riskmatris kan se ut som följande:
| Sannolikhet | Svårighetsgrad | Svårighetsgrad | Svårighetsgrad | Svårighetsgrad |
| Sannolikhet | Obetydlig      | Marginell      | Kritisk        | Katastrofal    |
| ----------- | -------------- | -------------- | -------------- | -------------- |
| Säker       | Hög            | Hög            | Väldigt hög    | Väldigt hög    |
| Trolig      | Mellan         | Hög            | Hög            | Väldigt hög    |
| Möjlig      | Låg            | Mellan         | Hög            | Väldigt hög    |
| Osannolik   | Låg            | Mellan         | Mellan         | Hög            |
| Sällsynt    | Låg            | Låg            | Mellan         | Mellan         |
| Eliminerad  | Eliminerad     | Eliminerad     | Eliminerad     | Eliminerad     |

Ett företag eller en organisation kan sedan beräkna vilka risknivåer de kan ta vid olika händelser. Detta skulle göras genom att väga risken för att en händelse inträffar mot kostnaden för att implementera säkerhetsåtgärder och nyttan som erhålls av den.

## Exempelmatris
Följande är ett exempel på en riskmatris av olika möjliga personskador med specifika olyckor kategoriserade till passande celler i matrisen:
| PåverkanSannolikhet | Obetydlig      | Marginell | Kritisk      | Katastrofal  |
| ------------------- | -------------- | --------- | ------------ | ------------ |
| Säker               | Slå sin stortå |           |              |              |
| Trolig              |                | Trilla    |              |              |
| Möjlig              |                |           | Trafikolycka |              |
| Osannolik           |                |           | Flygolycka   |              |
| Sällsynt            |                |           |              | Stor tsunami |